# Владимиро-Александровское сельское поселение
Владимиро-Александровское се́льское поселе́ние — сельское поселение в Партизанском районе Приморского края.
Административный центр — село Владимиро-Александровское.

## История
Статус и границы сельского поселения установлены Законом Приморского края от 10 ноября 2004 года № 158-КЗ «О Партизанском муниципальном районе»

## Население
| 2010  | 2011  | 2012  | 2013  | 2014  | 2015  | 2016  |
| ----- | ----- | ----- | ----- | ----- | ----- | ----- |
| 6252  | ↗6256 | ↗6270 | ↗6281 | ↘6147 | ↘6106 | ↗6229 |
| 2017  | 2018  | 2019  | 2020  | 2021  |       |       |
| ↗6303 | ↘6272 | ↗6324 | ↗6418 | ↗6987 |       |       |

## Состав сельского поселения
В состав сельского поселения входят 2 населённых пункта:
| № | Населённый пункт          | Тип населённого пункта       | Население |
| - | ------------------------- | ---------------------------- | --------- |
| 1 | Владимиро-Александровское | село, административный центр | ↗6409     |
| 2 | Хмыловка                  | село                         | ↗578      |

## Местное самоуправление
Администрация
Адрес: 692962, с. Владимиро-Александровское, ул. Комсомольская, 45. Телефон: 8 (42365) 21-3-89, 8 (42365) 21-1-73
Глава администрации
- Баклыкова Оксана Александровна